# Феддерсен, Беренд Вильгельм
Беренд Вильгельм Феддерсен (нем. Berend Wilhelm Feddersen; 26 марта 1832 — 1 июля 1918) — немецкий физик. Впервые установил скорость искры электрического разряда. Вывел важные закономерности в области высокочастотных электромагнитных излучений.

## Биография
Феддерсен родился в Шлезвиге. Учился в Гёттингенском и Берлинском университетах. В 1857 году он получил степень доктора философии в Кильском университете. С 1858 года жил в Лейпциге, занимался редактированием и выпуском биографического словаря Поггендорфа (в 1897 Феддерсен стал его соиздателем). Работы Беренда относятся к исследованию электрических колебаний и волн, диффузии газов, магнетизму. В 1858—1862 годах он изучал разряд лейденской банки, установил его колебательный характер и пропорциональность периода колебаний корню квадратному из ёмкости конденсатора. Формула этой пропорциональности такова:
{\displaystyle T=2\pi {\sqrt {LC}}},
где С — ёмкость конденсатора, а L — индуктивность катушки.
В 1859 году Беренд исследовал ферромагнитные свойства вещества в быстропеременных полях. В 1873 году Феддерсен открыл явление термодиффузии.

## Опыт
Феддерсен присоединил к конденсатору (устаревшее название — лейденская банка) два металлических шарика, на длинных палочках. Шарики установил на небольшом расстоянии друг от друга. Получившуюся конструкцию он поместил в центр круглого зала радиусом 10 метров. Стены зала Феддерсен обклеил фотопластинками (тогда ещё не изобрели фотобумагу). Конструкцию он соединил с особым двигателем. Двигатель состоял из вала, на который была намотана верёвка с гирей на конце. При падении гиря вращала вал со скоростью до 4,5 м/с. Чтобы увеличить скорость вращения, Феддерсен соединил вал с системой шестерней намного меньшего диаметра. В конце Феддерсен прикрепил сзади шариков вогнутое зеркало. При вспышке искры свет отражается от зеркала на фотопластинки. Из-за движения установки свет отражается на некоторой длине стены. Зная радиус зала, скорость вращения установки, форму отражения света и некоторые другие тонкости, Феддерсен вычислил время, за которое искра прошла между шариками. Это время составило 0,000025 секунды. Таким образом был рассеян миф о том, что искра преодолевает это расстояние за 1 секунду (свет отпечатывался на сетчатке глаза и держался там намного дольше, чем сверкала сама искра). Однако учёный не смог до конца объяснить тот феномен, что отпечаток на фотоплёнке был не целой линией, а в форме прерывистой линии.

## История
До эксперимента Феддерсена Джеймс Максвелл открыл волновую структуру электромагнитного импульса. Позже Уильям Томсон (Лорд Кельвин Ларгский) открыл то, что электрическая искра пробегает не только от одного заряженного тела к другому один раз, а бегает между ними, пока электрорезонанс того тела, в который она прибежала, не станет меньше энергии заряда самой искры. На основе этого Томпсон смог объяснить прерывистую форму следа на фотоплёнке из опыта Беренда Вильгельма Феддерсена. После опыта Феддерсена Герц на основе предыдущих исследований смог детально разобрать электромагнитные волны, и в частности радиоволны. И уже позже, благодаря всем вышеперечисленным научным изысканиям, А. С. Попов и Маркони изобрели передающие и приёмные устройства электромагнитных волн. (Смотреть выделенный текст).